# اس‌اس روسهیل
اس‌اس روسهیل (به انگلیسی: SS Rosehill) یک زیردریایی بود که طول آن ۳۱۴ فوت (۹۶ متر) بود. این زیردریایی در سال ۱۹۱۱ ساخته شد.